# Brachycephalus mariaeterezae
Brachycephalus mariaeterezae es una especie de anfibios de la familia Brachycephalidae.

## Distribución geográfica y hábitat
Es endémica del estado de Santa Catarina (Brasil). Su rango altitudinal oscila entre 1265 y 1270 m s. n. m..